# Municipio de Cornwall (Illinois)
El municipio de Cornwall (en inglés: Cornwall Township) es un municipio ubicado en el condado de Henry en el estado estadounidense de Illinois. En el año 2010 tenía una población de 278 habitantes y una densidad poblacional de 3,01 personas por km².

## Geografía
El municipio de Cornwall se encuentra ubicado en las coordenadas 41°21′46″N 90°1′20″O / 41.36278, -90.02222. Según la Oficina del Censo de los Estados Unidos, el municipio tiene una superficie total de 92.37 km², de la cual 92,13 km² corresponden a tierra firme y (0,26 %) 0,24 km² es agua.

## Demografía
Según el censo de 2010, había 278 personas residiendo en el municipio de Cornwall. La densidad de población era de 3,01 hab./km². De los 278 habitantes, el municipio de Cornwall estaba compuesto por el 98,2 % blancos, el 0,36 % eran asiáticos, el 1,08 % eran de otras razas y el 0,36 % eran de una mezcla de razas. Del total de la población el 2,16 % eran hispanos o latinos de cualquier raza.